# Pac's Life (canción)
«Pac's Life» es un sencillo póstumo de 2Pac del álbum de mismo nombre. Producida por L. T. Hutton, la canción incluye las colaboraciones de la cantante de R&B Ashanti y del rapero T.I.. El segundo verso de 2Pac proviene de la canción "This Life I Lead" del álbum Better Dayz de 2002. T.I. dijo en una entrevista que trabajar en una canción de Tupac era un honor y que le idolatraba en su juventud. 
La canción entró en el Top 10 en Irlanda y en el Top 40 en el Reino Unido y Alemania. En Estados Unidos alcanzó el puesto #4 en la lista de Billboard Bubbling Under R&B/Hip-Hop Singles el 2 de diciembre de 2006.
En la MTV Australia, "Pac's Life" llegó al número 1 en "Hip Hop Countdown", superando a los nuevos trabajos de Jay-Z, Eminem & 50 Cent y Nas. Según la Australian Record Industry Association, "Pac's Life" debutó en el puesto 42 en las listas australianas y en su segunda semana avanzó hasta el 34.
Esta versión original samplea la canción "Pop Life" de Prince. La versión original incluye el primer verso de 2Pac y al propio rapero cantando el estribillo, con una duración de la canción de 1:34. Un remix de la canción con Snoop Dogg, T.I. y Chris Starr aparece en el álbum.

## Video musical
El video hizo su estreno mundial en la Black Entertainment Television en Estados Unidos el 22 de noviembre de 2006. El video fue incluido en Access Granted de la BET, donde los espectadores vieron el proceso de rodaje del video de "Pac's Life". T.I. y Ashanti aparecieron en el video, que fue grabado en el Tupac Amaru Shakur Center for the Arts, en Atlanta. El video se estrenó en la MTV el 28 de noviembre de 2006.

## Lista de canciones
UK CD
1. «Pac's Life» (álbum versión) (con T.I. & Ashanti)
2. «Scared Straight»
3. «Pac's Life» (Remix) (con Snoop Dogg, T.I. & Chris Starr)

## Posiciones
| Lista                        | Posición más alta |
| ---------------------------- | ----------------- |
| Australia                    | 34                |
| Irlanda                      | 9                 |
| Alemania                     | 31                |
| Nueva Zelanda                | 38                |
| Portugal                     | 19                |
| Reino Unido                  | 21                |
| U.S. Billboard Hot 100       | 81                |
| U.S. Billboard Hot R&B Songs | 81                |